# カリーニ・シウバ
カリーニ・シウバ（Karine Silva、1993年12月2日 - ）は、ブラジルの女性総合格闘家。マットグロッソ・ド・スル州ドウラドス出身。ジレ・ヒベイロ・チーム所属。UFC世界女子フライ級ランキング10位。

## 来歴
貧しい生活を送る中、家族の反対を押し切って仕事を辞め格闘技のジムに入会した。その後は警備員、マッサージ師、受付業などをこなしながらトレーニングに没頭した。散打を経験した後、19歳でプロ総合格闘技デビュー。当初はキャリアを追求するつもりはなかったが、直ぐに総合格闘技を気に入ると、仕事を完全に辞め家族との関係を断ち、フルタイムでルタ・リーブリ、レスリング、ムエタイなどのトレーニングを積んだ。
2021年10月26日、Dana White's Contender Series 45でヤン・チーフイと対戦し、ギロチンチョークで2R一本勝ちを収め、UFCとの契約権を獲得した。

### UFC
2022年6月4日、UFC初参戦となったUFC Fight Night: Volkov vs. Rozenstruikでポリアナ・ボテーリョと対戦し、ブラボーチョークで1R一本勝ち。パフォーマンス・オブ・ザ・ナイトを受賞した。
2023年8月19日、UFC 292で女子フライ級ランキング15位のマリーナ・モロズと約8年9カ月ぶりに再戦し、ギロチンチョークで1R一本勝ち。リベンジに成功した。
2024年4月27日、UFC on ESPN: Nicolau vs. Perezで女子フライ級ランキング12位のアリアネ・リプスキと対戦し、3-0の判定勝ち。

## 戦績
| 総合格闘技 戦績 | 総合格闘技 戦績 | 総合格闘技 戦績 | 総合格闘技 戦績 | 総合格闘技 戦績 | 総合格闘技 戦績 | 総合格闘技 戦績 |
| --------------- | --------------- | --------------- | --------------- | --------------- | --------------- | --------------- |
| 24 試合         | (T)KO           | 一本            | 判定            | その他          | 引き分け        | 無効試合        |
| 19 勝           | 9               | 8               | 2               | 0               | 0               | 0               |
| 5 敗            | 1               | 2               | 2               | 0               | 0               | 0               |

| 勝敗 | 対戦相手                 | 試合結果                     | 大会名                                                         | 開催年月日     |
| ○    | ディオン・バルボーザ     | 5分3R終了 判定3-0            | UFC 319: du Plessis vs. Chimaev                                | 2025年8月16日  |
| ×    | ビビアン・アラウジョ     | 5分3R終了 判定0-3            | UFC 309: Jones vs. Miocic                                      | 2024年11月16日 |
| ○    | アリアネ・リプスキ       | 5分3R終了 判定3-0            | UFC on ESPN 55: Nicolau vs. Perez                              | 2024年4月27日  |
| ○    | マリーナ・モロズ         | 1R 4:59 ギロチンチョーク     | UFC 292: Sterling vs. O'Malley                                 | 2023年8月19日  |
| ○    | ケトレン・ソウザ         | 1R 1:45 膝十字固め           | UFC on ESPN 46: Kara-France vs. Albazi                         | 2023年6月3日   |
| ○    | ポリアナ・ボテーリョ     | 1R 4:55 ブラボーチョーク     | UFC Fight Night: Volkov vs. Rozenstruik                        | 2022年6月4日   |
| ○    | ヤン・チーフイ           | 2R 1:44 ギロチンチョーク     | Dana White's Contender Series 45                               | 2021年10月26日 |
| ○    | シディ・ロシャ           | 1R 2:16 TKO（腕の負傷）      | Standout Fighting Tournament 22                                | 2020年10月31日 |
| ○    | シモーニ・ダ・シウバ     | 1R 3:07 ヒールフック         | Standout Fighting Tournament 21                                | 2020年2月29日  |
| ○    | ジョバンナ・エドゥアルダ | 1R 2:00 リアネイキドチョーク | Cidade da Luta 4                                               | 2019年10月26日 |
| ○    | ヴィトリア・フェレイラ   | 1R 3:24 TKO（パンチ連打）    | Cidade da Luta 3                                               | 2019年8月18日  |
| ×    | ディオーニ・バルボサ     | 5分3R終了 判定0-3            | Katana Fight 9                                                 | 2019年5月4日   |
| ×    | マリナ・モフナトキナ     | 1R 0:58 膝十字固め           | Fight Nights Global 81: Matmuratov vs. Ignatiev                | 2017年12月15日 |
| ○    | ジュリエット・ジ・ソウザ | 3R 1:38 三角絞め             | Curitiba Top Fight 11                                          | 2017年7月1日   |
| ○    | ブルーナ・ロッソ         | 2R 3:28 TKO（肘打ち連打）    | Aspera FC 25                                                   | 2015年10月17日 |
| ○    | レティシア・ヒベイロ     | 1R 4:24 腕ひしぎ十字固め     | Aspera FC 20                                                   | 2015年6月6日   |
| ○    | シンシア・カンディド     | 1R 2:58 TKO（パンチ連打）    | Aspera FC 17                                                   | 2015年4月4日   |
| ×    | マリーナ・モロズ         | 1R 3:27 腕ひしぎ十字固め     | XFC International 7 【XFCI女子ストロー級トーナメント準々決勝】 | 2014年11月1日  |
| ○    | ジェイシリー・ナシメント | 1R 2:11 TKO（パンチ連打）    | Aspera FC 8                                                    | 2016年4月15日  |
| ○    | パトリシア・マルケス     | 1R 1:33 TKO（パンチ連打）    | Aspera FC 7                                                    | 2016年1月16日  |
| ○    | シンティア・ヌネス       | 1R 0:32 KO（ハイキック）     | Aspera FC 6                                                    | 2015年9月19日  |
| ○    | エレイン・ヒベイロ       | 1R 4:03 KO（肘打ち連打）     | Victory Iron Girls 1                                           | 2015年8月29日  |
| ○    | マルタ・ソウザ           | 2R TKO（パンチ連打）         | Curitiba Fight Pro                                             | 2014年2月22日  |
| ×    | イレイン・アルバカーキ   | 3R 2:33 KO（パンチ）         | Sparta MMA 7                                                   | 2013年6月15日  |

## 表彰
- UFC パフォーマンス・オブ・ザ・ナイト（1回）